# Franco De Pedrina
Franco De Pedrina (født 27. januar 1941 i Dongo) er en italiensk tidligere roer.
De Pedrina deltog sammen med Renato Bosatta, Giuseppe Galante, Emilio Trivini og styrmand Giovanni Spinola i firer med styrmand ved OL 1964 i Tokyo. De vandt deres indledende heat, men i finalen kunne de ikke følge med favoritterne fra Tyskland, der vandt guld, men italienerne sikrede sig sølv et pænt stykke foran Holland på bronzepladsen.
De Pedrina vandt desuden en EM-bronzemedalje i firer med styrmand ved EM 1964 i Amsterdam med samme besætning som ved OL samme år.

## OL-medaljer
- 1964:  Sølv i firer med styrmand